# 京都生活協同組合
京都生活協同組合（きょうとせいかつきょうどうくみあい）は、京都府京都市南区吉祥院に本部をおく生活協同組合（生協）である。理事長は畑忠男。生活協同組合連合会コープきんき事業連合に加盟している。

## 概要
店舗・宅配・カタログ・共済・福祉・葬祭の各事業を行っている。組合員数はおよそ55万人。

## 沿革
- 1964年11月 前身の京都洛北生活協同組合設立
- 1973年 前身の洛南生活協同組合設立
- 1978年 洛北生協が洛南生協と組織を統一し、京都生活協同組合となった

## 事業所

### 本部
京都市南区吉祥院石原上川原町1-2

### 支所
- 洛北支部 京都市左京区静市市原町248番
- 洛東支部 京都市山科区大塚野溝町86
- 洛南支部 宇治市伊勢田町砂田103
- 洛中支部 京都市右京区山ノ内北ノ口町16-2
- 山城支部 相楽郡精華町大字北稲八間小字稲葉18-1
- 洛西支部 京都市南区久世築山町212-1
- 南丹支部 亀岡市千代川町小林北ン田12-1
- 中丹支部 綾部市桜が丘3丁目5-1
- 城南支部 京都市南区久世築山町212-1
- 丹後支部 京丹後市大宮町河辺3677

### 店舗
- コープパリティ 京都市右京区西京極東池田町42
- コープ山科新十条　京都市山科区西野山中臣町41-1
- コープ二条駅 京都市中京区西ノ京星池町46-1
- コープきぬがさ 京都市北区平野宮北町1
- コープらくさい 京都市西京区大枝東長町1-139
- コープながおか 長岡京市友岡2丁目4-23
- コープ京田辺 京田辺市花住坂1丁目13-6
- コープ城陽 城陽市寺田林ノ口11-4
- コープさがの 京都市右京区太秦開日町8-2
- コープ下鴨 京都市左京区下鴨高木町37
- コープ男山 八幡市男山長沢7
- コープいわくら 京都市左京区岩倉忠在地町526
- コープ宇治神明 宇治市神明石塚町54-16
- コープにしがも 京都市北区大宮北椿原町54-1
- コープ醍醐石田 京都市伏見区醍醐新開11-13
- コープ御所南〈旧コープ烏丸〉（2015年12月11日開店[4]）京都市中京区烏丸通二条上る蒔絵屋町258番地
  - コープ烏丸 （2014年12月31日閉店[5]）京都市中京区蒔絵屋町258
- コープ祝園駅 相楽郡精華町祝園西１丁目9-46
- コープ桃山 京都市伏見区竹中町609番地

#### 閉店
- コープ西陣 （2018年3月10日閉店[6]）京都市上京区五辻通浄福寺西入る一色町27-1 メガロプラザ西陣ショッピングセンター内

### ブロック事務所
- 北ブロック事務所 京都市北区平野宮北町35
- 東ブロック事務所 京都市伏見区竹中町609 コープ桃山2F
- 西ブロック事務所 京都市右京区西京極東池田町42 コープパリティ2F
- 南ブロック事務所 城陽市寺田深谷35番地 ほっと深谷2階
- 両丹ブロック事務所 綾部市桜ヶ丘3丁目5-2

## 子会社、関与法人
- 株式会社京都コープサービス
- 京都協同食品プロダクト
- 株式会社コープネットワークサービス
- 株式会社コープストアサービス
- 株式会社ハートコープきょうと